# Jean Casadesus

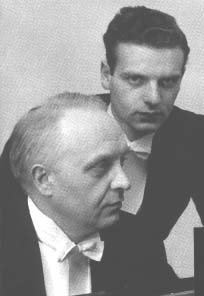
Jean Casadesus mit seinem Vater Robert Casadesus

Jean Claude Michel Casadesus (* 17. Juli 1927 in Paris; † 20. Januar 1972 in Renfrew, Ontario, Kanada) war ein französischer Pianist, Musikpädagoge und Komponist. Er war der Sohn des berühmten Pianistenpaars Robert und Gaby Casadesus sowie Großneffe von Henri Casadesus und Marius Casadesus.

## Leben
Jean Casadesus wurde 1927 in Paris geboren. Er erlernte früh von seinen Eltern Robert Casadesus (1899–1972) und Gaby Casadesus das Pianospiel.
Casadesus studierte zunächst am Pariser Konservatorium. 1939 setzte er seine Studien an der Princeton University in den Vereinigten Staaten fort.
Er debütierte mit dem Philadelphia Orchestra unter Eugene Ormandy im Jahr 1947, wurde Laureat beim Concours de Genève und genoss danach großen Erfolg als Konzertpianist unter anderem in der Carnegie Hall und auch als Klavierlehrer, vor allem am American Conservatory in Fontainebleau. Zu seinen Studenten gehörten der Pianist Robert D. Levin und der Komponist Michael Convertino.
Jean Casadesus konzertierte oftmals zusammen mit seinen Eltern. Sie spielten insbesondere die Konzerte für drei Klaviere und Orchester von Johann Sebastian Bach, Wolfgang Amadeus Mozart und Robert Casadesus. Schallplattenaufnahmen dieser Werke entstanden mit dem Columbia Symphony Orchestra und Cleveland Orchestra unter George Szell, den New Yorker Philharmonikern unter Dimitri Mitropoulos, dem Philadelphia Orchestra unter Eugene Ormandy und dem Orchestre des Concerts Colonne unter Pierre Dervaux.
1953 heiratete Jean Casadesus die Tochter des Malers André Girard, Evie Girard. Aus der Ehe ging ein Kind hervor, Agnès Casadesus. 1972 starb Jean Casadesus bei einem Autounfall in Kanada.

## Auszeichnungen
- 1947: Jean Casadesus wird Laureat des Internationalen Musikwettbewerbs in Genf[3]